# Phoradendron krukovii
Phoradendron krukovii är en sandelträdsväxtart som beskrevs av Kuijt. Phoradendron krukovii ingår i släktet Phoradendron och familjen sandelträdsväxter. Inga underarter finns listade i Catalogue of Life.